# 杉本健吉
杉本 健吉（すぎもと けんきち、1905年9月20日 - 2004年2月10日）は、日本の洋画家、イラストレーター、グラフィックデザイナー。

## 経歴
愛知県名古屋市生まれ。幼少期を津島市で過ごす。津島第一尋常小学校（現在の津島市立南小学校）を経て、1923年に旧制愛知県立工業学校図案科（現在の愛知県立愛知工業高等学校）を卒業。加藤静児のアドバイスにより図案家、今でいうグラフィックデザイナーとして鉄道会社を中心としたポスターや商業デザインの仕事を手がける。1925年に京都に出向き、岸田劉生の門下に入る。1926年に「花」で春陽会に初入選。しかし、絵で生計を立てることはできず、昼はデザイン会社で働き、深夜に絵を描くという日々が続く。
1948年、第1回中日文化賞受賞。1949年、東大寺観音院住職上司海雲師の知遇を受け、観音院の古土蔵をアトリエにしてもらい、奈良の風物を描く。奈良では志賀直哉、入江泰吉らと交流する。1950年、吉川英治『新・平家物語』の挿絵を手がける。1953年、愛知県県政功労者。1958年、吉川英治『私本太平記』『新・水滸伝』の挿絵を手がける。1971年、画壇から離れて自由な創作活動を続ける。
1987年、名古屋鉄道により、愛知県知多郡美浜町美浜緑苑に杉本美術館が開館。また、この美術館の近くに、名古屋鉄道は名鉄知多新線 美浜緑苑駅を設けた。晩年まで毎週、同美術館に足を運び、美術館内に設けられたアトリエで、デッサンや来館者との歓談を楽しんでいた。
2004年、肺炎のため死去、享年99歳。同美術館は2021年に閉館した。

## 略年譜
- 1905年：名古屋市で生まれる。父は人形浄瑠璃三味線師匠の杉本銀次郎。
- 1923年：旧制愛知県立工業学校図案科卒業。
- 1925年：岸田劉生の門をたたく。
- 1926年：「花」で春陽会初入選。
- 1950年：平家物語を題材にした吉川英治作（週刊新潮連載）『新・平家物語』の挿絵を担当する。
- 1977年：名古屋市ヒマラヤ美術館に展示室開設。
- 1987年：愛知県知多・美浜緑苑に財団法人杉本美術館が開館。
- 1989年：世界デザイン博覧会に陶壁を制作する。
- 1994年：「画業70年の歩み 杉本健吉展」を愛知県美術館で開催。
- 2004年：肺炎のため亡くなる。享年98。

## 入選歴
- 1926年：第4回春陽会展に入選[1]（「花」）
- 1931年：第6回国画会展入選[1]（「秋郊」その他）
- 1942年：第5回新文展特選[1]（「博物館中央」）
- 1946年：第2回日展（日本美術展覧会）特選[1]（「博物館彫刻室」）

## 主な作品
- 名鉄3780系電車（ライトパープル）[5]・名鉄7000系パノラマカー（スカーレット）・名鉄交通のタクシー（エメラルドグリーンとアイボリーホワイトのツートンカラー）や名古屋市営地下鉄東山線（ウィンザーイエロー）の車両色。
- 鯱バスの塗装デザイン。
- 名古屋市営地下鉄のマーク（地下鉄のトンネルと線路、名古屋市の丸八マークを図案化）のデザイン。

- 青柳ういろう（小野道風の故事をもとに、柳に飛びつくカエルの姿を図案化）[4]、中部電力（「電」を図案化）・名鉄百貨店（「名」を図案化）の社章（いずれも初代）。

- 常滑市の市章（「常」の字を図案化）のデザイン[6]。
- 東大寺が経営する東大寺学園中学校・高等学校（奈良市山陵町）において、中学棟・高校棟を繋ぐ「転心殿」を榊莫山と合作し、同校へ寄贈した。
- 大須観音の鐘楼堂の華精の鐘（女人梵鐘）のデザイン（四面の池の間に、四季の花、梅、牡丹、蓮、菊、その中心に、華の精の姿を描く）。

## エピソード
- 吉川英治が亡くなった時、杉本健吉は感謝の意を込めて、『新・平家物語』の主人公に囲まれた吉川英治の絵と手紙を描いた。
- 名古屋能楽堂が完成し、その鏡板（舞台の背景）の制作を担当した際、他の能楽堂では定番となっている老松を描くところを、杉本健吉は若松を描いたため物議を醸した[4]。これに対し本人は「できたばかりだから元気が良く若々しい松の方が似合う」「伝統に決まったものはない」と語っていた。後に老松の鏡板も描かれ、隔年で配置されている。
- 晩年「（やりたいことを）行えばいいんです。私の場合は自然の中でたわむれているうちに絵ができた。それが私の人生だった。」との言葉を残している。また、「長生きするのが目標ではなく、絵を描くのが目的で、そのために長生きしている」とも。100歳になる年の愛知万博に自分の絵を出品して参加することを目標としていたが、その願いはかなわなかった。

## 画集など
- 『新平家・画帖』朝日新聞社　1956年 - 1958年
- 『修二絵画帖』美術出版社　1958年
- 『墨絵奈良』角川書店のち求龍堂　1960年
- 『画帖私本太平記』毎日新聞社　1963年
- 『画帖新水滸伝』講談社　1963年
- 『幻想奈良』求竜堂　1967年
- 『新平家絵物語』杉本健吉画集刊行会　1970年
- 『杉本健吉奈良作品集 油絵・墨絵』杉本健吉画集刊行会　1970年
- 『墨彩大和』求竜堂　1975年
- 『海外スケッチ』求竜堂　1976年
- 『杉本健吉作品集』駸々堂出版　1976年
- 『杉本健吉素描集』朝日新聞社　1981年
- 『杉本健吉展図録』朝日新聞東京本社（現代洋画家デッサン・シリーズ）　1981年
- 『聖徳太子御絵伝 四天王寺絵堂障壁画』総本山四天王寺　1983年
- 『秘苑 杉本健吉画集』求竜堂　1985年
- 『杉本健吉展図録』朝日新聞名古屋本社　1986年
- 『新・平家絵物語屏風』名古屋鉄道　1987年
- 『杉本美術館 開館一周年記念展』名古屋鉄道　1988年
- 『杉本健吉展 画業70年のあゆみ』愛知県美術館　1994年
- 『続・新・平家絵物語屏風』名古屋鉄道　1995年
- 『杉本美術館 開館十周年記念展』名古屋鉄道　1997年
- 『余生らくがき 杉本健吉画文集』求龍堂　2001年
- 『わたしだけの般若心経読み書き手本』藤井正雄、石飛博光共著　小学館　2002年
- 『杉本健吉展 新収蔵記念』愛知県美術館　2008年
- 『東大寺美の小箱 杉本健吉画文集』入江泰吉写真 求龍堂　2010年
- 『宮脇晴と杉本健吉 旅先の風景』知多市歴史民俗博物館　2011年